# André Alavoine
Pour les articles homonymes, voir Alavoine.
André Alavoine, né le 16 février 1843 à Belleville (Seine) et mort le 2 avril 1909 à Palaiseau (Essonne), est un imprimeur, militant socialiste français puis membre de la Commune de Paris comme sous-directeur de l’Imprimerie nationale.

## Biographie
Fils d'un employé de l'Imprimerie nationale, André Alavoine devient imprimeur comme son père et s'associe rapidement aux cercles blanquistes. Il habite à Paris au 15 rue Pavée (IVe arr.). En 1870, pendant le siège de Paris, il sert dans le 95e bataillon de la Garde nationale. Il était membre du Comité central de la Garde nationale et rédigea ses statuts.
Pendant la Commune, il fut nommé directeur adjoint de l'Imprimerie, où étaient imprimés le Journal officiel, les documents et affiches du Conseil de la Commune, et était le siège des Archives nationales, qu'il sauva du saccage et de l'incendie. Il s'est opposé à la fusillade des otages de la rue Haxo et a combattu sur les barricades pendant la Semaine sanglante, jusqu'à la bataille ultime au cimetière du Père-Lachaise.
Il échappa à la répression en se réfugiant en Suisse, tandis que la cour martiale le condamna à la déportation vers la Nouvelle-Calédonie. À Genève, il rejoint l'Internationale Anarchiste, fonde le périodique Le Radical, collabore avec Le Révolté et est président de La Solidarité, la société de réfugiés de la Commune. Amnistié en novembre 1879, il publie en 1880 la brochure collective Les proscrits français et leurs condamnations.